# Les Paradis artificiels
Cet article concerne l'essai. Pour le film brésilien, voir Les Paradis artificiels (film). Pour le festival musical lillois, voir Les Paradis artificiels (festival).
Les Paradis artificiels est un essai de Charles Baudelaire paru en 1860, où le poète traite de la relation entre les drogues et la création poétique.
Baudelaire met en question l'intimité du lien qui pourrait exister entre les drogues et le poète ; le poète véritable n'ayant pas besoin de drogues pour trouver l'inspiration.

## Structure de l'œuvre
L'ouvrage de Baudelaire est structuré en deux parties. La première partie, intitulée Le poème du haschisch, est un essai sur le haschich. Le poète y mêle des observations sur la prise de la drogue par ses amis ainsi que par lui-même avec des passages à vocation pharmacologique, psychologique ou métaphysique. Digressant sur l'opium, il évoque également trois nouvelles d'Edgar Allan Poe, dont il fut le principal traducteur en langue française : Ligeia, Bérénice et Souvenirs de M. Auguste Bedloe.
La seconde partie est un commentaire du livre Confessions d'un mangeur d'opium anglais de Thomas de Quincey paru en 1821. Pour l'écriture de cette partie, Baudelaire oscille entre passages traduits, commentaires littéraires, philosophiques et biographiques. À la suite de Quincey, il décrit plusieurs visions provoquées par l'opium, dont une qui met en scène le spectre de Brocken.

## Citations
- « Le bon sens nous dit que les choses de la terre n'existent que bien peu, et que la vraie réalité n'est que dans les rêves. »

- « Les vices de l'Homme sont la preuve de son goût pour l'infini. Seulement, c'est un goût qui se trompe souvent de route. »

- « Dans le sommeil, ce voyage aventureux de tous les soirs, il y a quelque chose de positivement miraculeux ; c'est un miracle dont la ponctualité a émoussé le mystère. »

## Postérité
L'expression ayant fait florès, les mots « paradis artificiels » désignent aujourd'hui toute drogue (en particulier les hallucinogènes comme la mescaline ou le LSD) consommée dans le but de stimuler la créativité poétique et l'invention d'images inédites. Cette expérience des drogues (qui peut aller jusqu'à la dépendance ou l'intoxication, comme pour Thomas de Quincey) et, d'une manière plus générale, une vie comportant des prises de risques importantes pour la stabilité mentale, s'intègre à la conception « décadente » des « poètes maudits ».

## Bibliophilie
- Charles Baudelaire (préface de Raymond Cogniat), Les Paradis artificiels, 20 lithographies originales d'Arnaud d'Hauterives tirées par Fernand Mourlot, 325 exemplaires numérotés, Club du livre, Philippe Lebaud éditeur, Paris, 1974.